# Systasis angustula
Systasis angustula är en stekelart som beskrevs av Graham 1969. Systasis angustula ingår i släktet Systasis och familjen puppglanssteklar. Arten är reproducerande i Sverige. Inga underarter finns listade i Catalogue of Life.